# Corin.
corin.（こりん、1973年5月17日 - ）は、日本の音楽プロデューサー、作詞家、作曲家、編曲家。本名は小林真。大阪府豊中市出身。血液型はB型。

## 人物
1998年east west japanよりFish&Chipsのキーボード担当としてメジャー・デビュー。デビューシングル『ハーシー』はFM大阪はじめ全国多数のFM局でヘヴィー・ローテーションされた。
2000年fish&chip活動停止。その後大阪に拠点を戻し、GIZA studioアーティストへの楽曲提供開始。2004年にリリースされた愛内里菜の全シングルのアレンジを担当。作曲・編曲のみならずアルバム『A.I.R』の全国ツアー、2003年 - 2006年の『里菜祭り』のツアーアレンジも手掛ける。
2007年活動を東京に移しSUPA LOVEと契約。2012年再びフリーランスに。ロック、ポップ・ミュージック、リズム・アンド・ブルース等幅広いプロデュース、楽曲提供を行っている。2009年4月度のオリコンチャートで作詞家ランキング4位を獲得する。
その他2007年上映の劇場映画『たとえ世界が終わっても』、2010年BeeTVドラマ『Beautiful Love〜君がいれば〜』（ユチョン・東方神起主演）では劇伴を担当。メジャー・デビュー曲「Flower Rock」からFTISLANDに楽曲提供・音楽プロデュースを手掛ける。
2011年、陶山隼と共に「DTMスクール・SOUND SCRAMBLE」を渋谷ハンズ前に設立、2017年に「油田LLC」を設立。

## 提供作品
【J-POP】
V6
- 「Sexy.Honey.Bunny!」（作曲・編曲・(共)サウンドプロデュース）
- 「kEEP oN.」（作詞・作曲・編曲・(共)サウンドプロデュース）
- 「fAKE」（作曲・編曲・サウンドプロデュース）
- 「POISON PEACH」（作詞・作曲・編曲・(共)サウンドプロデュース）
- 「BING♂」（作詞・作曲・編曲・サウンドプロデュース）
- 「omg!」（作曲・編曲・サウンドプロデュース）
- 「orz...」（作曲・編曲・サウンドプロデュース）

ジャニーズWEST
- 「粉もん」（作詞・作曲）
- 「大阪弁ら〜にんぐ」（作詞・作曲・編曲・サウンドプロデュース）
- 「大阪とんとんダンス」（(共)作詞・(共)作曲・(共)編曲・(共)サウンドプロデュース）
- 「パチもん」（(共)作詞・(共)作曲・(共)編曲・(共)サウンドプロデュース）

山下智久
- 「PERFECT CRIME」（作曲）
- 「NEXTACTION」feat.藤ヶ谷太輔（Kis-My-Ft2）（編曲）
- 「君の瞳の中に見えた丸くて青い星」（編曲）
- 「抱いてセニョリータ」~2014 version~（編曲）

Hey! Say! JUMP
- 「チュウは二度目さ」（作詞・作曲・編曲）
- 「S.O.S」（作詞・作曲・編曲）

A.B.C-Z
- 「ONE MORE KISS」（編曲）

今井翼
- 「ASAP」（作詞・作曲）

田中聖fromKAT-TUN
- 「ANARCHIST」（作曲・編曲）

美 少年
- 「吉吉Bang!Bang!」（作詞・作曲）

M!LK
- 「サラブレッド御曹司CITY BOY」（作詞・作曲・編曲・サウンドプロデュース）
- 「HYBRID」（作詞・作曲・編曲・サウンドプロデュース）
- 「君がくれた宝物ならココにある」（(共)作詞・作曲・編曲・サウンドプロデュース）
- 「SDR」（作詞・作曲・編曲・サウンドプロデュース）

私立恵比寿中学
- 「制服"報連相"ファンク」（作詞・作曲・編曲・サウンドプロデュース）

ときめき宣伝部
- 「きみに夢中ガール」（編曲）
- 「妄想プールデート」（編曲）

超特急
- 「SAY NO」（編曲）
- 「SAIKOU KOUSHIN」（編曲・サウンドプロデュース）

Honey L Days
- 「JUMP」（作曲）

浜崎あゆみ
- 「NaNaNa」（作曲）

倖田來未xmisono
- 「It's all Love」（additional compose）

板野友美
- 「DearJ」（編曲）

AKB48
- 「僕たちの紙飛行機」（作曲）

ぱすぽ☆
- 「ViVi夏」（作曲・(共)編曲）
- 「君は僕を好きになる」（作曲・(共)編曲）

Milky Bunny（益若つばさ）
- 「BUNNY DAYS」（作曲・(共)編曲・(共)サウンドプロデュース）

小野恵令奈
- 「MISERU come true」（編曲・サウンドプロデュース）

℃-ute
- 「『愛はいつもいつも』」（編曲）

こぶしファクトリー
- 「ドカンとBREAK!」（作曲・編曲）

吉川友
- 「Sweetie」（作曲）

真野恵里菜
- 「ナキムシ・ヨワムシ」（編曲）
- 「ハッピーバースデイ・ママ」（編曲）

中川翔子
- 「マカロン☆ホリデイ」（作曲）

LUNA
愛内里菜
SEAMO
鈴村健一
河村隆一
高橋直純
和田光司

【K-POP】
FTISLAND
イ・ホンギ
チャンミンfrom東方神起
AFTER SCHOOL
イ・ジョンシン
Apeace
SS501

【アニメ関連】
テニスの王子様キャラクターソング多数
竹達彩奈
のみこ
朴璐美